# Pradoluengo
Pradoluengo település Spanyolországban, Burgos tartományban. Pradoluengo Villagalijo, Fresneda de la Sierra Tirón, Santa Cruz del Valle Urbión, Valmala és Rábanos községekkel határos. Lakosainak száma 1070 fő (2024).

## Népesség
A település népessége az utóbbi években az alábbiak szerint változott:
| Lakosok száma | 1689 | 1651 | 1549 | 1471 | 1414 | 1315 | 1233 | 1163 | 1120 | 1070 |
|               | 2001 | 2004 | 2006 | 2009 | 2011 | 2014 | 2016 | 2019 | 2021 | 2024 |